# Radzanek
Radzanek (do 1945 niem. Resehl) – wieś w Polsce położona w województwie zachodniopomorskim, w powiecie goleniowskim, w gminie Maszewo. Miejscowość położona około 3 km na północny zachód od Maszewa. Współcześnie wieś podzielona w wyraźny sposób na dwie części: główna historyczna zabudowa wsi i Kolonia Radzanek (kolonia z lat 30. XX w. znajdująca się przy szosie Maszewo-Goleniów) odległe od siebie o około 2 km. W literaturze pojawiają się nazwy Resehl, Resele, Rehsel.
W pobliżu wsi znajduje się źródło Małki.

## Historia
Pierwsza, odrębna informacja o wsi Radzanek pochodzi z 1726 roku. Mieszkało tu wówczas 3 chłopów. Płacono podatki na kościół, do kościoła należała też ziemia w Radzanku. Wnioskować z tego można, że we wsi w XVIII w. był już kościół, prawdopodobnie ryglowy. W XIX w. zbudowano obecnie istniejący kościół neogotycki. W 1872 roku we wsi znajdowały się 4 zagrody chłopskie i 7 zagrodniczych. Było wówczas 12 budynków mieszkalnych, 1 przemysłowy oraz 23 inne budynki – wśród nich szkoła. Łączna wielkość gruntów wynosiła 1 215 mg. W 1939 roku, po parcelacji majątku, we wsi było 10 zagród po 22-43 ha (niezależnie od wzmiankowanych zagród nowych – obecna Kolonia Radzanek). W 1932 r. wieś posiadała 902 ha ziemi. Było tu 26 budynków mieszkalnych, 57 gospodarczych i zamieszkiwało 344 mieszkańców.
W latach 1975–1998 miejscowość administracyjnie należała do województwa szczecińskiego.
W miejscowości był przystanek kolejowy Radzanek.